# Lygosoma
Lygosoma is een geslacht van hagedissen uit de familie skinken (Scincidae).

## Naam en indeling
De wetenschappelijke naam van de groep werd voor het eerst voorgesteld door Thomas Hardwicke en John Edward Gray in 1827. Er zijn 32 soorten, het soortenaantal verandert echter regelmatig omdat regelmatig nieuwe soorten worden ontdekt. Voorbeelden zijn Lygosoma kinabatanganensis, Lygosoma peninsulare en Lygosoma samajaya uit 2018. Daarnaast worden soorten aan andere geslachten toegewezen of veranderen van naam, zoals Lygosoma chaperi die tegenwoordig bekend staat onder de wetenschappelijke naam Mochlus guineensis.
De verschillende soorten worden in andere talen vernoemd naar hun lenige lichaam, zoals de Engelse benamingen 'supple skinks' (soepele skinken) en 'whrithing skinks' (kronkelende skinken).

## Uiterlijke kenmerken
De soorten hebben een langwerpig tot zeer langwerpig lichaam met kleine pootjes en gladde schubben. De schubben zijn groot en overlappen elkaar zodat ze een stevig pantser vormen. Bij verstoring wordt de staart afgeworpen, dit wordt wel caudale autotomie genoemd. Bij een aantal soorten hebben de jongen een felrode staartkleur, een voorbe3eld is de soort Lygosoma punctata.

## Levenswijze
Deze skinken graven veel en kunnen ook door het zand zwemmen door de poten tegen het lichaam te houden en kronkelende bewegingen met het lichaam te maken. Er komen zowel eierleggende als levendbarende soorten voor. Lygosoma lanceolatum bijvoorbeeld zet eieren af op de bodem terwijl bij de soort Lygosoma laeviceps de jongen levend ter wereld komen.

## Verspreiding en habitat

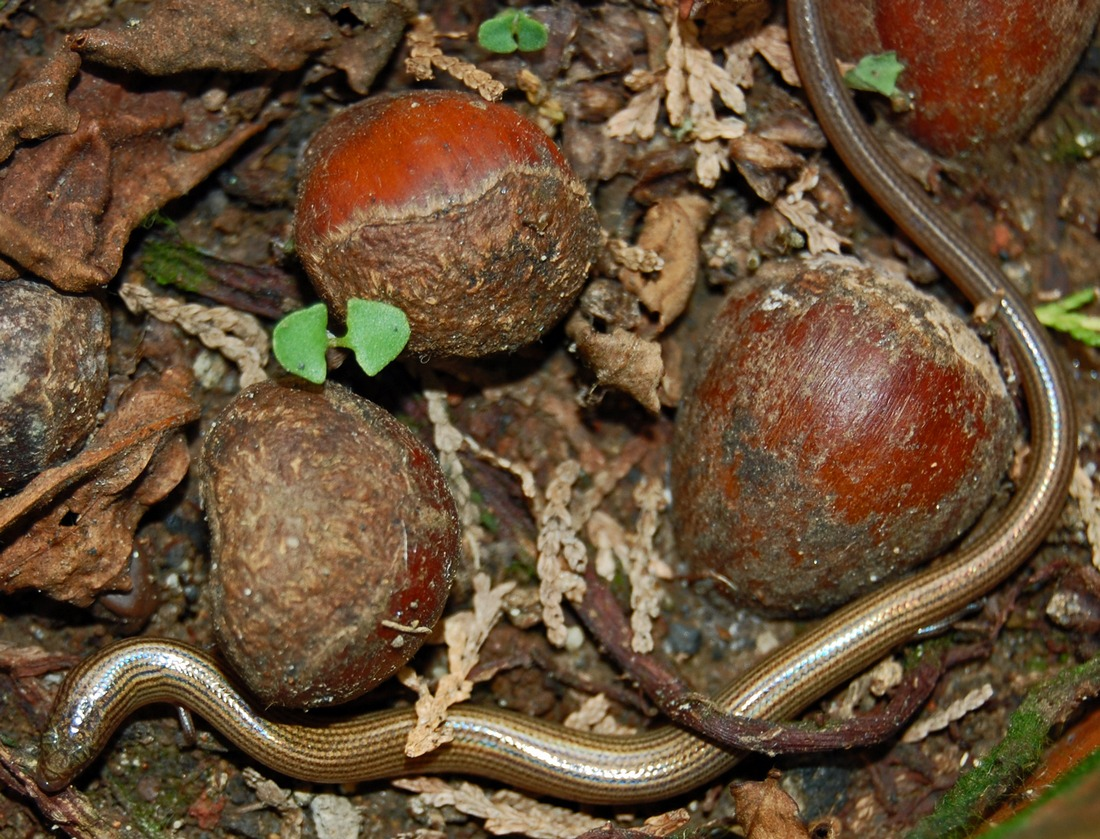
Veel soorten zijn bodembewoners die leven in de strooisellaag, afgebeeld is Lygosoma quadrupes uit Subang (West-Java, Indonesië).

De soorten komen voor in delen van Azië en Afrika. In Azië zijn de verschillende soorten te vinden in Australië (Cookeilanden), Bangladesh, Cambodja, China, Filipijnen, India, Indonesië, Laos, Maldiven, Myanmar, Maleisië, Nepal, Pakistan, Singapore, Sri Lanka, Thailand en Vietnam. In Afrika zijn de skinken aangetroffen in Ethiopië, Kenia, Mozambique (Bazaruto-archipel) en Somalië.
De habitat bestaat uit zanderige streken met een losse ondergrond om in te graven en een strooisellaag om in te schuilen. Ook oude termietennesten zijn een gebruikte schuilplaats, sommige soorten zetten hier hun eieren in af. Veel soorten komen voor in woestijnachtige gebieden, ook in droge bossen en in meer vochtige tropische regenwouden zijn soorten te vinden.
Door de internationale natuurbeschermingsorganisatie IUCN is aan elf soorten een beschermingsstatus toegewezen. Zeven soorten worden beschouwd als 'onzeker' (Data Deficient of DD) en vier soorten worden gezien als 'veilig' (Least Concern of LC).

## Soorten
Het geslacht omvat de volgende soorten, met de auteur en het verspreidingsgebied.
| Naam                       | Auteur                                                | Verspreidingsgebied |
| -------------------------- | ----------------------------------------------------- | --- |
| Lygosoma albopunctata      | Gray, 1846                                            | Bangladesh, India, Maldiven, Maleisië, Nepal, Vietnam                                                                                     |
| Lygosoma angeli            | Smith, 1937                                           | Cambodja, Laos, Thailand, Vietnam |
| Lygosoma anguinum          | Theobald, 1868                                        | Myanmar, Thailand |
| Lygosoma bampfyldei        | Bartlett, 1895                                        | Maleisië, Indonesië |
| Lygosoma boehmei           | Ziegler, Schmitz, Heidrich, Vu & Nguyen, 2007         | Vietnam |
| Lygosoma bowringii         | Günther, 1864                                         | Australië (Cookeilanden), Cambodja, China (Hongkong), India, Filipijnen, Indonesië, Laos, Maleisië, Myanmar, Singapore, Thailand, Vietnam |
| Lygosoma corpulentum       | Smith, 1921                                           | Laos, Thailand, Vietnam |
| Lygosoma frontoparietale   | Taylor, 1962                                          | Thailand |
| Lygosoma goaensis          | Sharma, 1976                                          | India |
| Lygosoma guentheri         | Peters, 1879                                          | India |
| Lygosoma haroldyoungi      | Taylor, 1962                                          | Laos, Myanmar, Thailand |
| Lygosoma herberti          | Smith, 1916                                           | Maleisië, Thailand |
| Lygosoma isodactylum       | Günther, 1864                                         | Cambodja, Thailand |
| Lygosoma kinabatanganensis | Grismer, Quah, Duzulkafly & Yambun, 2018              | Maleisië |
| Lygosoma koratense         | Smith, 1917                                           | Thailand |
| Lygosoma laeviceps         | Peters, 1874                                          | Ethiopië, Somalië |
| Lygosoma lanceolatum       | Broadley, 1990                                        | Mozambique (Bazaruto-archipel) |
| Lygosoma lineata           | Gray, 1839                                            | India |
| Lygosoma lineolatum        | Stoliczka, 1870                                       | Bangladesh, Myanmar |
| Lygosoma opisthorhodum     | Werner, 1910                                          | Indonesië |
| Lygosoma pembanum          | Boettger, 1913                                        | Kenia |
| Lygosoma peninsulare       | Grismer, Quah, Duzulkafly & Yambun, 2018              | Maleisië |
| Lygosoma popae             | Shreve, 1940                                          | Myanmar |
| Lygosoma pruthi            | Sharma, 1977                                          | India |
| Lygosoma punctata          | Gmelin, 1799                                          | Bangladesh, India, Nepal, Pakistan, Sri Lanka, Vietnam                                                                                    |
| Lygosoma quadrupes         | Linnaeus, 1766                                        | Cambodja, China, Filipijnen, Indonesië, Laos, Maleisië, Thailand, Vietnam                                                                 |
| Lygosoma samajaya          | Karin, Freitas, Shonleben, Grismer, Bauer & Das, 2018 | Maleisië |
| Lygosoma schneideri        | Werner, 1900                                          | Indonesië |
| Lygosoma singha            | Taylor, 1950                                          | Sri Lanka |
| Lygosoma tabonorum         | Heitz, Diesmos, Freitas, Ellswordt & Grismer, 2016    | Filipijnen |
| Lygosoma veunsaiensis      | Geissler, Hartmann & Neang, 2012                      | Cambodja |
| Lygosoma vosmaeri          | Gray, 1839                                            | India |